# 懷恩斯維爾 (喬治亞州)
懷恩斯米爾（英語：Wynns Mill）是位於美國喬治亞州亨利縣的一個鬼鎮。由於此地已於1895年被荒廢，本地已無人居住。

## 地理
懷恩斯米爾的座標為33°23′00″N 84°01′56″W / 33.38333°N 84.03222°W，而該地的平均海拔高度為186米（即610英尺）。